# Your Life Is a Record
Your Life Is a Record è il terzo album in studio della cantante statunitense Brandy Clark, pubblicato nel 2020.

## Tracce
1. I'll Be the Sad Song (Brandy Clark, Jesse Jo Dillon, Chase McGill) – 3:58
2. Long Walk (Clark, Jesse Frasure, Jay Joyce) – 2:39
3. Love Is a Fire (Clark, Joyce, Shane McAnally) – 4:01
4. Pawn Shop (Clark, Troy Verges) – 3:50
5. Who You Thought I Was (Clark, Joyce, Jonathan Singleton) – 3:09
6. Apologies (Clark, Scott Stepakoff, Forest Glen Whitehead) – 3:23
7. Bigger Boat (Clark, Adam Wright) – 3:34
8. Bad Car (Clark, Jason Saenz) – 3:02
9. Who Broke Whose Heart (Clark, McAnally) – 3:02
10. Can We Be Strangers (Clark, Clint Daniels, Dillon) – 3:29
11. The Past Is the Past (Clark, Luke Laird) – 5:00